# Scincella inconspicua
Espèce
Synonymes
- Lygosoma inconspicuum Müller, 1894

Scincella inconspicua est une espèce de sauriens de la famille des Scincidae.

## Répartition
Cette espèce est endémique du Sulawesi en Indonésie.

## Taxinomie
Le statut de cette espèce n'est pas clair.

## Publication originale
- Müller, 1895 "1894" : Reptilien und Amphibien aus Celebes. Verhandlungen der Naturforschenden Gesellschaft in Basel, vol. 10, no 3, p. 825-843 (texte intégral).